# Daniel Brosinski
Daniel Brosinski (Karlsruhe, 17 luglio 1988) è un calciatore tedesco, centrocampista del Fortuna Kirchfeld.

## Carriera

### Club
Ha giocato la sua prima partita in Bundesliga con il Colonia il 21 febbraio 2009 in una vittoria di 2-1 contro il Bayern Monaco.

### Nazionale
Tra il 2007 ed il 20089 ha segnato una rete in 4 presenze con la maglia della nazionale tedesca Under-20.